# Мемориальный военный парк на Маршалловых Островах

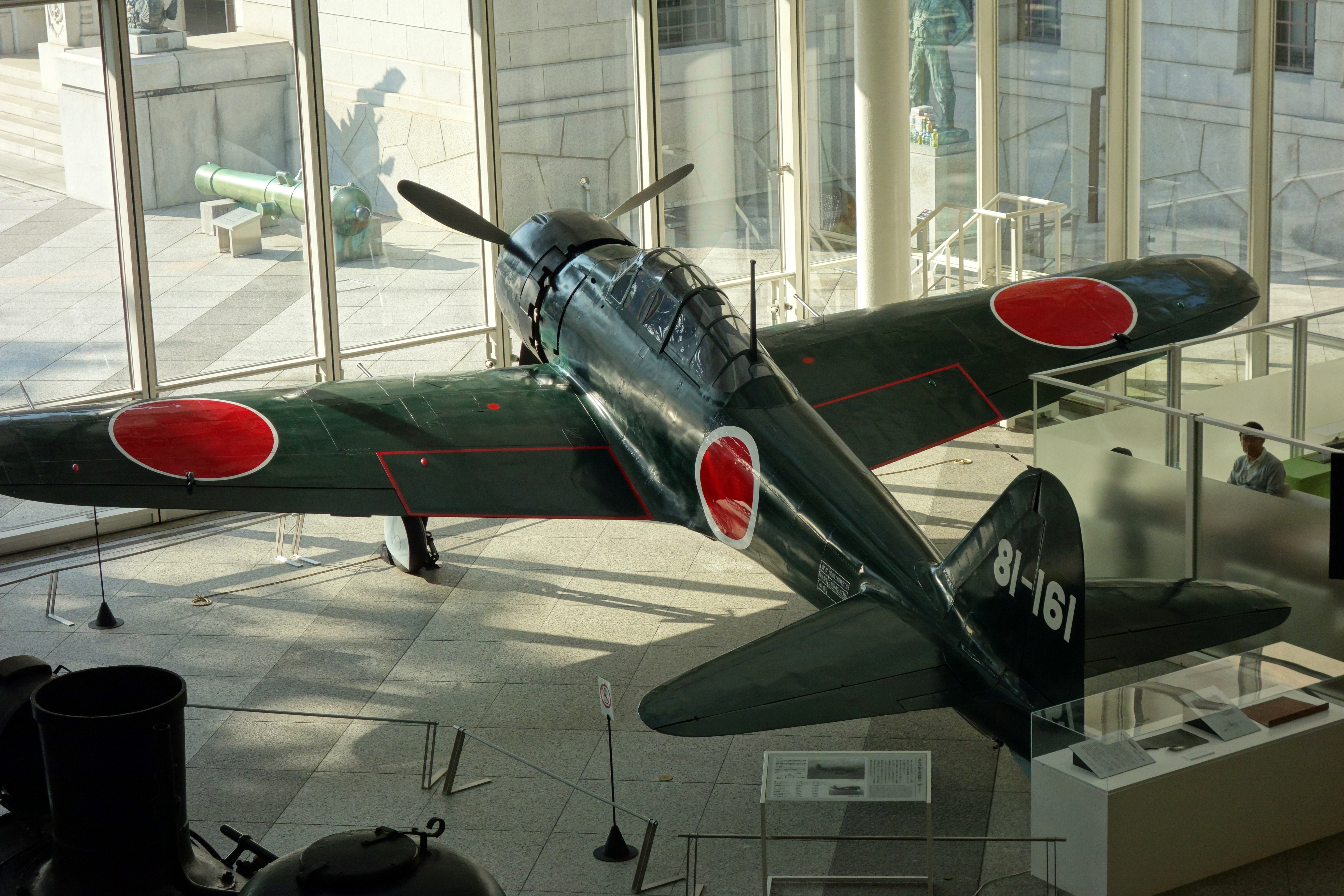
Mitsubishi A6M Zero на выставке в Юшукане, 2016 год

Военный мемориальный парк Маршалловых Островов — прибрежный парк, расположенный на острове Делап, атолл Маджуро, Маршалловы Острова. Парк был частью Командного центра штаб-квартиры США на Маршалловых Островах, который отвечал за управление Маршалловыми островами после Второй мировой войны. Он находился рядом с главным аэродромом США на атолле до 1971 года, когда открылся новый аэродром; затем он стал местом сбора артефактов Второй мировой войны. Парк включает в себя оружие и транспортные средства, такие как истребитель «Зеро» и большие боеприпасы, собранные со всех островов.
Парк был внесён в Национальный реестр исторических мест США 30 сентября 1976 года. В то время Маршалловы острова были частью подопечной территории Тихоокеанских островов.

## Примечание
1. ↑  deBrum, Gister. National Register of Historic Places Inventory - Nomination Form: Marshall Islands War Memorial Park. National Park Service. Дата обращения: 4 мая 2014. Архивировано 27 августа 2021 года. Accompanied by a photograph.